# Maison de François Vertefeuille
La maison de François Vertefeuille est une maison en bois située dans le village de Prairie du Chien, dans l'État du Wisconsin, aux États-Unis.

## Histoire
La maison est construite dans les années 1810. Elle est achetée dans les années 1820 par le marchand de fourrure canadien français François Vertefeuille, celui-ci s'étant installé à Prairie du Chien en 1809.

## Description
La maison est un exemple de maison en bois construite selon la technique dite de pièce-sur-pièce à coulisse. Ce type de construction est typique des maisons construites durant la colonisation du Canada et constitue un vestige de l'héritage culturel des Canadiens français au Wisconsin.
La maison originale comporte deux niveaux, le rez-de-chaussée étant une pièce unique et le niveau sous les toits un type de mezzanine. Lorsque la maison est acquise par François Vertefeuille, la maison est agrandie et une pièce est ajoutée à chaque niveau.

## Localisation
La maison se trouve dans le village de Prairie du Chien, petite localité juxtaposant la ville homonyme, chef-lieu du comté de Crawford, dans l'État américain du Wisconsin. Elle est située plus précisément sur la route de comté K, à 0,35 mile (560 m) au sud de l'intersection avec Limery Road.